# Payathonzu
Payathonzu – miasto w Mjanmie, w stanie Karen. Według danych na rok 2014 liczyło 41 683 mieszkańców.